# Langues en Irak
Les langues officielles de l'Irak sont l'arabe et le kurde, cette dernière ayant été ajoutée par la constitution de 2004.
L'anglais est surtout parlé en seconde langue par l'élite, et est la première langue étrangère enseignée devant le farsi (ou persan).
Le farsi est surtout connu des musulmans chiites, mais ça ne l'empêche pas d'être parlé en seconde langue par des Irakiens sunnites qui font du commerce, ou qui ont des liens en Iran.  
Pour des raisons historiques, l'Irak ayant fait partie de l'Empire ottoman, le turc reste parlé et compris, surtout au nord, et par la minorité turkmène, et de nombreux Azéris.
L'arménien reste une langue parlée par un petit nombre de chrétiens, aux origines arméniennes. 

## Enseignement
L'arabe est la première langue d'enseignement dans tous les établissements publics, tandis que le kurde se considère comme la première langue d’enseignement dans les régions kurdes.

### Français et autres langues
- Selon l'OIF, « Dans un Irak en reconstruction, la diffusion du français est restructurée. L’enseignement du français reste aussi difficile du fait de la présence forte de l’anglais. Une centaine d’écoles (sur un total de 4 000 à 5 000), dont la moitié située dans le gouvernorat de Bagdad, propose aujourd’hui le français comme seconde langue étrangère facultative. Le nombre total d’élèves oscillerait entre 2 500 et 3 000. »[4].

- L'allemand, l'espagnol et l'italien sont aussi trois langues proposées, avec un total d'élèves lui aussi de 2 500 et 3 000.